# Paranoia Agent
Paranoia Agent (jap. 妄想代理人 Mōsō dairinin) – telewizyjny serial anime wyprodukowany przez studio Madhouse i emitowany na antenie Wowow od 3 lutego do 18 maja 2004. 
W Polsce serial emitowany był na antenie Hyper+ od 12 do 24 grudnia 2006, natomiast wcześniej doczekał się 4 wydań DVD wydanych nakładem wydawnictwa Anime Virtual kolejno 10 stycznia, 11 marca, 24 kwietnia i 8 czerwca.

## Fabuła
W Tokio ktoś brutalnie napada na Tsukiko Sagi, młodą projektantkę postaci. Ofiara jest w szoku i nie jest w stanie opisać sprawcy, lecz wie, że to był chłopiec na złotych rolkach, który atakuje złamanym złotym kijem baseballowym. Policjanci Keiichi Ikari i Mitsuhiro Maniwa z początku nie wierzą w istnienie tajemniczego napastnika, który szybko otrzymuje przezwisko „Chłopiec z kijem”. Wkrótce jednak dochodzi do nowych napadów na pozornie różniące się od siebie osoby.

## Lista odcinków
| №  | Tytuł                                                        | Reżyseria                                      | Premiera         |
| -- | ------------------------------------------------------------ | ---------------------------------------------- | ---------------- |
| 1  | Chłopiec z kijem Shōnen batto sanjō (少年バット参上)         | Takayuki Hirao                                 | 3 lutego 2004    |
| 2  | Złote buty Kin no kutsu (金の靴)                             | Takuji Endō                                    | 10 lutego 2004   |
| 3  | Podwójne usta Daburu rippu (ダブルリップ)                    | Takuji Endō                                    | 17 lutego 2004   |
| 4  | Załatwić to po męsku Otokomichi (男道)                       | Atsushi Takahashi                              | 24 lutego 2004   |
| 5  | Święty wojownik Seisenshi (聖戦士)                           | Nanako Shimazaki                               | 9 marca 2004     |
| 6  | Strach przed atakiem Chokugeki no fuan (直撃の不安)          | Kōjirō Tsuruoka                                | 16 marca 2004    |
| 7  | Megaherce MHz                                                | Hiroshi Hamasaki                               | 23 marca 2004    |
| 8  | Planowanie rodziny Akarui kazokukeikaku (明るい家族計画)     | Satoru Utsunomiya                              | 6 kwietnia 2004  |
| 9  | ETC                                                          | Atsushi Takahashi, Takuji Endō, Michiyo Suzuki | 13 kwietnia 2004 |
| 10 | Miły Maromi Maromi madoromi (マロミまどろみ)                 | Takuji Endō                                    | 20 kwietnia 2004 |
| 11 | Zakaz wstępu Shinnyū kinshi (進入禁止)                       | Nanako Shimazaki                               | 27 kwietnia 2004 |
| 12 | Miesięcznik inteligentnego inwestora Rēdā man (レーダーマン) | Atsushi Takahashi                              | 11 maja 2004     |
| 13 | Ostatni odcinek Saishūkai. (最終回。)                        | Takuji Endō                                    | 18 maja 2004     |